# IX. Gergely pápa
IX. Gergely (Anagni, 1167 körül – Róma, 1241. augusztus 22.) uralkodói nevet választva emelkedett a római katolikus egyház élére a 178. pápa. Gergely uralkodása minden szempontból kiemelkedő állomása volt a pápaság történelmének. Az ő pontifikátusát tekintik a történészek a pápaság és a császárság utolsó nagy összecsapásának. II. Frigyes német-római császár könnyen érvényesíteni tudta akaratát a keresztes háborúját már-már megszállottként szervező III. Honoriusszal szemben, azonban Gergely nem bizonyult könnyű ellenfélnek. A harcos egyházfő jelentős joganyagot készített az egyház számára, és más reformokban is kiemelkedő szerepe volt. 1233-es bullájával felállította az egyházi törvényszéket, így legalizálta az inkvizíciót, amely aztán emberek ezreit vonta felelősségre.

## A pápaság előtti évek
Eredetileg Ugolino de'Conti di Segni néven látta meg a napvilágot Anagni városában Segni grófi családjában. A campagnai városban hozzávetőleg 1167-ben született meg Ugolino. A család Róma egyik befolyásos nemesi famíliája volt, és gyakran a pápák legfőbb szövetségesei és támogatói voltak a városban. Ezek alapján nem is csoda, hogy a Conti család kilenc egyházfőt adott a Szentszéknek, akik között ott volt III. Ince pápa is, aki Ugolino nagybátyja volt.

A grófi család biztosította gyermeke számára a kiváló neveltetést, ezért Ugolino a kor két legnagyobb egyetemén tanulhatott. Párizsban teológiai ismereteit fejlesztette, majd Bolognában jogot tanult. Az egyház szolgálatába lépve hamar elismertté vált a klérus tagjai között, és amikor nagybátyja foglalhatta el a pápai trónt, megkapta a pápai káplán hivatalát. Később a Szent Péter-bazilika főpresbitere lett, majd 1198-ban a Sant'Eustachio-templom diakónus-bíborosa lett. 1206 májusában Ostia és Velletri bíborosa lett püspöki rangon. Egy évvel később Ince őt és Brancaleone bíborost nevezi ki pápai legátusnak Németországba. A követek feladata az volt, hogy tájékozódjanak Sváb Fülöp és Brunswick Ottó trónharcáról, és tárgyaljanak a korábban megválasztott uralkodóval, Fülöppel. Felmentették Fülöpöt a korábban III. Celesztin által rárótt átok alól, amely még toszkánai hercegként sújtotta őt, mivel megtámadta a Pápai Államot. 1208-ban tértek vissza Rómába, hogy beszámoljanak Incének a német fejleményekről, többek között arról is, hogy Ottót nem lehetett meggyőzni arról, hogy álljon el trónigényétől. Júniusban a pápa ismét Németországba küldte a két bíborost, hogy támogassák Fülöpöt trónjának megszerzésében, azonban a pápai követek Veronában értesültek Fülöp meggyilkolásáról, ezért visszafordultak Rómába. 1209 januárjában Ugolino és Brancaleone újra a Szent Birodalomba utazott, hogy meggyőzzék a hercegeket Ottó királlyá választásáról. Miután sikerrel jártak Németországban, a két bíboros újra visszatért az örök városba.
1216. július 16-án meghalt III. Ince, és a két nap múlva Perugiában összegyűlő bíborosi kollégiumban Ugolinonak fontos szerep jutott, ugyanis a bíborosok nem tudtak megegyezni a pápa személyében, ezért az egyszerűbb és gyorsabb választás érdekében Ugolinot és Guido bíborost jelölték ki választóknak. Az ő választásukra került III. Honoriusz pápa Szent Péter trónjára. 1217 januárjában Honorius teljhatalommal ruházta fel Ugolinot Lombardia és Toszkána egyházi irányításában, és megbízta őt, hogy hirdesse ott a keresztes hadjáratot. Ugolino közbenjárására kötött békét egymással Pisa és Genova, Milánó és Cremona valamint Pistoia és Bologna. 1220. november 22-én Rómában részt vett II. Frigyes koronázási szertartásán, és személyesen adta át a császárnak a keresztet, amelyre Frigyes esküt tett, hogy megindítja keresztes seregeit a Szentföld felé. Azonban Frigyes inkább Itália egyesítésével foglalatoskodott, mintsem a keresztes hadjárattal. Honorius pedig engedékeny és gyengekezű uralkodóként mindenben asszisztált a császárnak. 

1227-ben aztán meghalt Honorius pápa is. Az összegyűlő bíborosok kevesen voltak, és a két pártra szakadó klérus ismét nem tudott egyértelmű döntést hozni. Ezért a testület ezúttal három bíborost hatalmazott fel a döntés jogával. Ugolino mellett Urachi Konrád is ebben a triászban volt, akit elsőként a pápai trónra választottak. Konrád azonban nem fogadta el az eredményt, mert úgy tűnhet, hogy saját magát választatta meg egyházfőnek. Ezután a nyolcvanadik életévét már jócskán betöltő Ugolinora esett a választás, aki hosszas egyezkedés után végül elvállalta a hivatalt, és felvette a IX. Gergely uralkodói nevet. A bíborosok döntése egyértelmű üzenet volt. Mivel nem tudtak egyezségre jutni, ezért egy koros egyházfőt választottak, akinek hivatala valószínűleg pár éven belül lejár. Az átmeneti pápának választott Ugolino azonban keresztülhúzta a bíborosok számításait és több mint tizennégy éven át igen energikus egyházfőnek bizonyult.

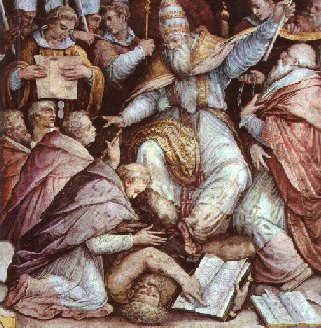
IX. Gergely pápa

## Frigyes és Gergely csatái
Az 1227. március 19-én megválasztott egyházfőt II. Frigyes is nagy keggyel üdvözölte, arra azonban nem gondolt az ambiciózus császár, hogy Honorius engedékeny uralkodása után egy újabb vénember nemhogy megbontja a jó viszonyt a császári udvarral, hanem zokszó nélkül megtöri fiatalos lendületű uralkodását. Frigyes 1212 óta egy korona alatt egyesítette anyja örökségét, az akkoriban fejlett pénzgazdálkodással rendelkező, virágzó Szicíliát és atyja birodalmát. Frigyes alig mozdult ki szeretett Szicíliájából, és a német területeket nagyrészt csak távoli, hideg provinciának tekintette. Mindemellett a német-római császárok közül utoljára világuralmi gondolatokkal játszadozott, amelynek első állomása egész Itália elfoglalása lett volna. Azonban ezek az elvek és Gergely uralkodási elvei messze voltak egymástól. A pápaság és a császárság küzdelme már a pápa koronázási beszéde után küszöbön állt. 

Gergely pontosan ismerte Frigyes ravasz és csavaros politikáját, ezért három nappal beszéde után levélben szólította fel a császárt, hogy Róma utoljára figyelmezteti őt keresztes hadjáratra tett ígéretének betartására. Mindenki meglepetésére a császár 1227. szeptember 8-án Brindial városából hajóival elindult a Szentföld felé. A császár azonban három nappal később visszatért arra hivatkozva, hogy a türingiai őrgróf halálán van, és ő maga sem érzi jól magát. Gergely nem sokáig habozott, és a császár őszinteségében erősen kétkedve 1227. szeptember 20-án egyházi átokkal sújtotta Frigyest. A császár nem ilyen pápai reakciókhoz szokott, de első meglepetése után kampányba kezdett, amelyben saját ártatlanságát hangsúlyozta. A császár tiltakozó levelét Rómában a császárpárti nemesek a Capitoliumon felolvasták, amelynek hatására a Frangipani család vezetésével Róma újra fellázadt a pápa ellen. Gergely 1228. március 23-án a súlyosabb egyházi kiközösítéssel válaszolt Frigyes levelére. Rómában azonban annyira elmérgesedett a helyzet, hogy először Viterbóba, majd Perugiába volt kénytelen menekülni.
1228. június 28-án Frigyes úgy döntött, bebizonyítja, hogy a pápa tévedett, és flottájával ezúttal tényleg elindult a Szentföldre. Gergely azonban nem engedett a császárnak, és kijelentette, hogy egy kiközösített uralkodónak nincs joga a szent háborúhoz, és megerősítette kiközösítését. Azonban Gergely nem érte el a kívánt hatást, és mindössze Strasbourg érseke, Berthold hirdette ki a kiközösítést német földön. A hercegek és a püspökök nagy része azonban hű maradt Frigyeshez. A pápa ezek után úgy döntött, hogy saját kezébe veszi a dolgok irányítását, és Ottó bíborost legátusaként küldte Németországba, hogy ő hirdesse ki az országban a császár kiközösítését. Azonban Frigyes gyermeke, Henrik herceg, aki apja távollétében a birodalom kormányzója volt, megtiltotta a részvételt a legátus által összehívott zsinaton. Ezután Gergely Brunswick Ottó trónra emelésével próbálkozott, de ez is hiábavalónak tűnt. A pápa végül úgy döntött, hogy sereget gyűjt, és megtámadja Szicíliát. A spoletói herceg északról már megtámadta a pápai területeket, ezért Gergely csapatai is betörtek a déli királyságba.

Frigyes inkább diplomáciai eszközökkel, mint véres csatákkal, de visszaszerezte Jeruzsálemet, majd szervezett seregével hazatért, miután Gergely támadásának hírét meghallotta. A hatalmas sereg könnyedén kiverte az országból a pápai csapatokat, majd a császár új feltételekkel akart békét kötni. Gergely közben 1230 februárjában a Tiberis pusztító áradása miatt megbénult Róma hívására ismét visszatért az örök városba, és immár itt fogadta a császár követét, Salzai Hermannt, a Német Lovagrend nagymesterét. Ezen tárgyalások eredményeként jött létre San Germanóban egy egyezmény 1230. július 20-án, amelyben a pápa elismerte Frigyes itáliai uralmát, valamint feloldotta az egyházi átkot, a császár pedig visszaadja a pápai területeket és elismeri annak szuverenitását. A pápa követei Ceprano mellett feloldották az átkot Frigyesről, és végül 1230. augusztus 28-án Anagniban Frigyes és Gergely személyes találkozóján aláírták a békeszerződést.
A szerződést azonban mihelyt Anagniból hazaértek a felek már el is felejtették. Frigyes azonnal elkezdte tervezgetni itáliai hadjáratát, amely Lombardia lerohanásával vette kezdetét. Gergely közben arról prédikált, hogy a pápák Nagy Constantinus császár idejétől fogva Itália urai, és ez a joguk nem csupán a félszigetre terjed ki, hanem az egész kereszténységre, ezáltal a Német-római Birodalomra is. A lombard hadjáratra készülő császár ellen Gergely hamar megnyerte és felélesztette a Lombard Ligát, hiszen a független városállamok a Pápai Állam biztonságának zálogai voltak. Miután a pápa diplomáciai törekvései szertefoszlottak, kitört a háború. 1237. november 27-én Cortenuova mellett a császári hadak kíméletlen vereséget mértek a lombard városok és a pápa seregeire. Gergely ezután szövetséget kötött Toszkánával és Umbriával is, hogy a lombardokkal összefogva megállítsák Frigyes előretörését. Azonban a császári csapatok egyik győzelem után a másikat aratták, és Frigyes annyira elragadtatta magát, hogy kijelentette: Birodalmát nemcsak Lombardiával és Toszkánával egyesíti majd, hanem a pápai birtokokkal, a Patrimonium Petrivel is. 1239. március 12-én az egyházfő újra kiközösítette Frigyest, és közben azon dolgozott az egész pápai udvar, hogy Frigyest hogyan lehetne eltávolítani a trónról. Gergely ugyanis tisztában volt azzal, hogy amíg II. Frigyes ül a császári trónon, az egyház nagy veszélyben van. Végül a pápa keresztes hadjáratot hirdetett Frigyes ellen, és Passau archidiakónusát, Albertet elküldte Németországba, hogy ott válasszák meg az új német királyt.

A feszült helyzetet Gergely megfejelte azzal, hogy 1241 húsvétjára egyetemes zsinatot hívott össze a Lateránba. Ennek egyetlen célja Frigyes teljes ellehetetlenítése volt, ezért a császár megtiltotta püspökeinek a részvételt, aki pedig mégis eljutott Itáliába, azt a császári csapatok elfogták és bebörtönözték. Frigyes seregével Róma alá vonult, és ebben a nehéz helyzetben érte a hetvennégy éves pápát a halál.

## A szerzetesrendek védelmezője
A III. Ince pontifikátusa alatt feltűnő koldulórendek IX. Gergelyben az egyik legfőbb támogatójukat találták meg. A pápa úgy emlékezett meg a szerzetesrendekről, mint az egyház legfontosabb támogatóiról. A szegénységet vállaló barátokban a klérus az eretnek tanok elleni hatásos fellépést és az Evangélium igazságait még életük árán is hirdető térítőket látta. Gergely azonban személyes kapcsolatot is ápolt a két legjelentősebb koldulórend alapítójával, Assisi Szent Ferenccel és Szent Domonkossal. Még ostiai bíboros-püspöksége alatt ismerkedett meg Ferenccel, akivel gyakran mezítláb sétálva beszéltek hitbéli dolgokról. Ferenc az elsők között volt, aki üdvözölte Ugolino bíboros trónra emelkedését, és azt írta róla, hogy ő "az egész világ püspöke és minden nemzet atyja". Szent Domonkos halálakor Gergely személyesen vállalta a temetési szertartás levezénylését 1221-ben Bolognában. Gergely felkarolta Szent Klára rendjét is, és támogatta a klarissza nővérek terjeszkedését Itáliában és Európa más részein is. 

Az újonnan alakult rendek mellett azonban nem feledkezett meg a nagy hagyományokkal rendelkező régi szerzetesrendekről sem. Megerősítette a bencésektől kiváló kamalduli rend privilégiumait 1227. június 28-án, és ugyanabban az évben támogatásáról biztosította a premontrei rendet, amikor azok a Livónia és Kurland területén élő pogányok térítését tűzték ki célul. 1229. augusztus 6-án pedig státutumot biztosított a karmeliták rendjének. Pénzügyi és más eszközökkel is támogatta a Német Lovagrendet és a cisztercitákat Poroszország és Európa északi pogány népeinek térítésében.
Gergely kiemelkedő szerepet szánt a szerzetesrendeknek, és úgy gondolta, hogy a pápák kellő támogatásával egyedül a szerzetesek képesek terjeszteni a kereszténységet. Eszménye volt, hogy szerzetesi missziót indít Ázsiába és Afrikába, hogy ott terjesszék az igaz hitet. Több szerzetes kelt útra Tuniszba és Marokkóba, hogy aztán elenyésző sikerrel mártírhalálukról érkezzen hír. Igazán jelentős szerepet azonban a Közel-Keleten szánt a szerzetesrendeknek, azonban II. Frigyes komolytalan hadjárata ezt meggátolta. 1228. július 16-án szentté avatta Assisi Szent Ferencet és tiszteletére Rómában templomot is emeltetett.
A pápa a magyarországi szerzetesrendeket is védelmébe vette a tartományurak növekvő hatalmával szemben. 1230-ban levélben követelte II. András magyar királytól, hogy vizsgálja ki a pannonhalmi apátság panaszát a gróf Milványi Cseszneky család őse, Apa comes ellenében.

## Az eretnekek és az inkvizíció

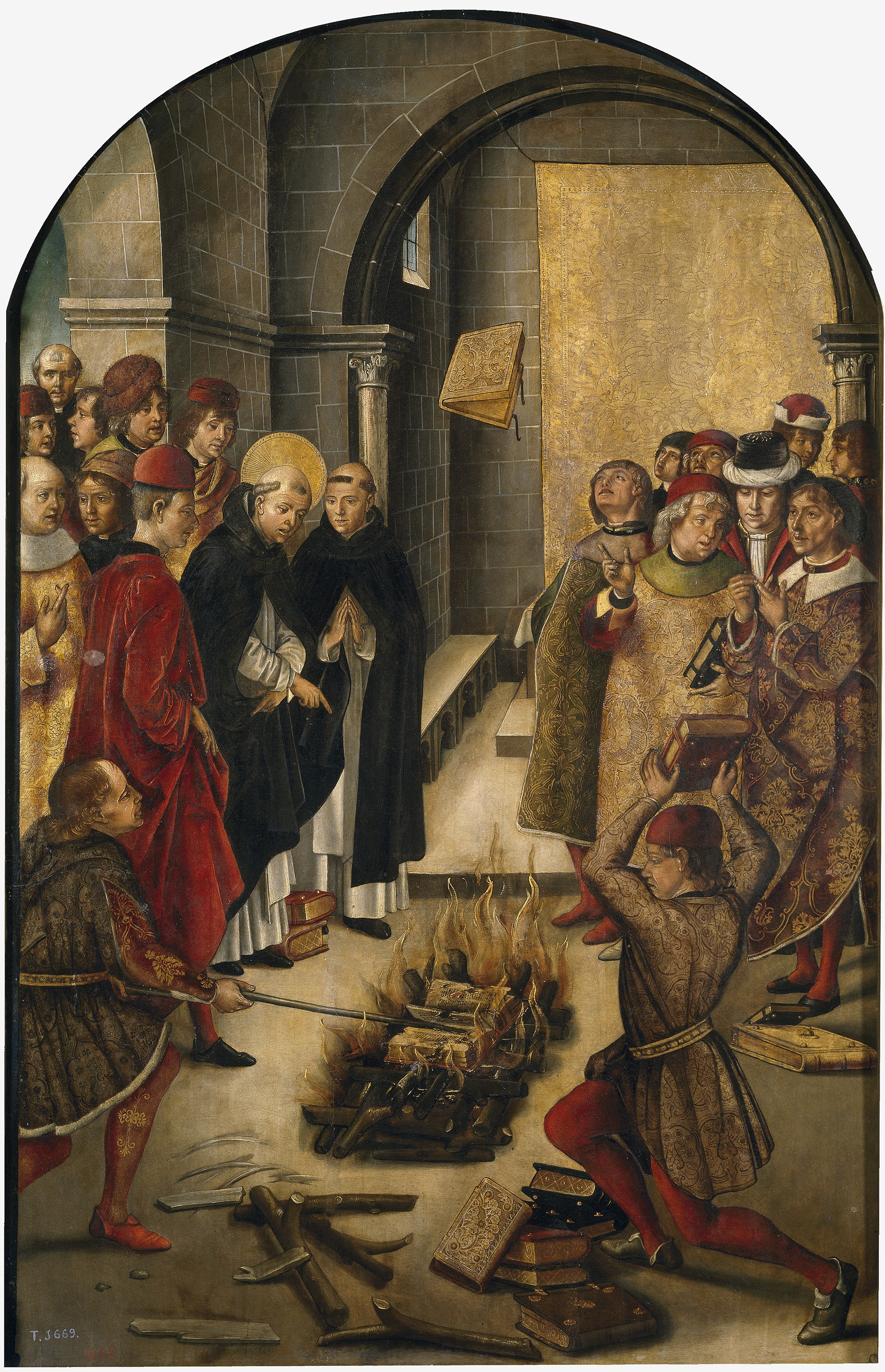
IX. Gergely egy Talmud égetésén

Gergely elődjeinek politikáját nemcsak a világi uralommal és a császárral szemben folytatta, hanem ádáz harcot indított az eretnekek ellen is. III. Ince és III. Honorius pontifikátusainak eredményeképpen a keresztény világban mindenütt lenézték és árulóknak minősítették az eretnekeket, akikről gyakran nem tudtak többet, mint hogy az egyház megbélyegezte őket. A miséken a papok az egész köznépet elérve tudták hirdetni az eretnek irányzatok elleni harcot. 1229-ben Gergely Romanus bíborost nevezte ki pápai legátusnak Franciaországba, hogy segédkezzen IX. Lajos királynak megszervezni az albigensek ellen induló keresztes hadjáratot. A húsz éven át tartó kegyetlen languedoci mészárlásnak ez volt az utolsó felvonása. Novemberben Romanus Toulouse-ba hívott össze egy zsinatot, amelyen úgy határoztak, hogy az eretnekeket az adott terület hivatalnokainak kezébe kell átadni, akik kötelesek az eretnekeket megbüntetni. A kor elfogadott tényévé vált, hogy az eretnekeket máglyán égetik el, hiszen IX. Gergely szerint az eretnekség éppen olyan mint a pestis, tehát ez ellen is csak tűzzel lehet védekezni.
A francia eretneküldözés mellett Gergelynek nagyobb gondjai is támadtak Itáliában. Amikor Frigyes kiátkozása miatt 1228-ban el kellett hagynia Rómát, az eretnek tanok gyorsan elterjedtek a városban. Így amikor a pápa visszatért Rómába, 1231 februárjában olyan törvényt hozott, amelynek értelmében az eretnekeket egy egyházi bíróság kutatja fel, majd kihallgatásuk után átadják őket a világi hatalomnak, hogy elnyerjék méltó büntetésüket. Ez pedig rendszerint a halál volt. A törvény életbelépése után sokan áldozatul estek az eretneküldözéseknek, amely Gergely uralkodása alatt teljesedett ki. 

A jogászpápa több ponton is megújította és fejlesztette a még gyerekcipőben járó inkvizíció intézményét. Az 1231-ben kiadott Excommunicamus kezdetű pápai rendelkezés nemcsak a tűzhalált írta elő az eretnekeknek, hanem a püspöki inkvizíció mellett megalapította a pápai inkvizíciót is, amely szélesebb körben tette lehetővé az eretnekek üldözését. 1233. április 20-án Gergely pápai bullában a domonkosok kezébe rakta le a pápai inkvizíciót. A kolduló rend hamarosan olyan szövevényes jogi eljárásokat dolgozott ki, amelyből alig volt menekülés.

## Egyezkedés Konstantinápollyal
IX. Gergely pontifikátusának egyik legreményteljesebb része volt a görög és a latin rítusú egyházak újraegyesülése. A biztató jelek 1232-ben Nizza városában kezdődtek, amikor tanult ferences szerzetesek meghívták Germanoszt, Konstantinápoly pátriárkáját, hogy értekezzenek a római és a görög hitbéli kérdésekről és különbségekről. A pátriárka a nizzai találkozó után a béke irányába mozdult el, és levelet írt Gergelynek. Ebben Germanosz elismerte a római pápa primátusát, azonban a béke komoly akadályának nevezte, hogy a keresztes hadjáratok gyakran a görögök üldözésébe csapnak át. Gergely baráti levélben üdvözölte Germanosz gondolatait, és a keresztény egyházak újraegyesítését kérte a pátriárkától. A pápa két domonkos és két ferences szerzetest küldött III. János, nikaiai császár udvarába, ahol igen szívélyesen fogadták őket. A tárgyalások folyamán azonban Germanosz úgy nyilatkozott, hogy hit kérdésében nincs joga dönteni a jeruzsálemi, antiochiai és alexandriai pátriárka jelenléte nélkül. A pátriárkák zsinatot hívtak össze a bithüniai Nümpha városába, amelyre a pápai követeket is meghívták. A zsinaton a görög egyházat képviselő pátriárkák makacsul úgy döntöttek, hogy a két vallás a Szentlélek értelmezésében annyira távol került egymástól, hogy azok egyesülése nem lehetséges. IX. Gergely tehát több pápa előtt és után sikertelenül próbálta egyesíteni a keresztény vallást.

## Művei és a skolasztika
Gergely pontifikátusának tizennégy éve és négy hónapja nagyrészt a Frigyes elleni küzdelemből állt, azonban a köztes időkben igyekezett tovább fejleszteni az egyházszervezetet. Jogászként több értékes műve is fennmaradt, amelyek egy részét mind a mai napig alkalmazza a római katolikus egyház. Kiegészítette a Decretum Gratianit, de legfontosabb érdemei közé mindenképpen a Decretalia címet viselő alkotást kell emelnünk, amely a pápai rendelkezések első teljes gyűjteménye volt. A gyűjteményt 1234-ben készítette Raimund Pennaforte Gergely megbízásából. Ez a kötet évszázadokon keresztül a kánonjog alapja maradt, és az egyházi törvények magját alkotta egészen 1918-ig, a Corpus Iuris Canonociig. Jelentős levelezése is sokáig fennmaradt, és elsőként Pamelius gyűjtötte őket össze 1572-ben. A gyűjteményt később Perts egészítette ki, így összesen 485 levele maradt fenn mind a mai napig.
IX. Gergelynek az egyházszervezet jogi kereteinek igazítása mellett volt egy másik komoly szenvedélye. Ez pedig mélyen összefüggött a skolasztikával. Ez nem is csoda, hiszen Gergely korának két legnagyobb egyetemén tanult, így többször is visszatért a két alma materbe, amelyeknek privilégiumait sosem felejtett el megerősíteni. A párizsi egyetem professzoraival gyakran vitákba bonyolódott, ugyanis Gergelynek többször figyelmeztetnie kellett az egyetem oktatóit, hogy ne lépjék át a teológia és a filozófia közötti kényes határt. A filozófia ugyanis hajlamos racionális érveket keresni bizonyos tézisek alátámasztására. A Biblia értelmezése pedig Gergely szerint nem lehetséges ilyen módszerekkel. Gergely mindemellett nagy lökést adott a későbbi skolasztikus filozófia kialakulásának, ugyanis újra engedélyezte Arisztotelész írásainak olvasását. A pápák 1210-ben tiltották be a pogány szerző Phüsika című alkotását, majd 1215-ben a Metaphüsika című művet is. Az észérveket közvetítő pogány művek olvasását eretnekségnek minősítették, azonban a tanult Gergely ismerte a könyveket, és úgy vélte, hogy kellő átdolgozással hasznára válhat a kor tudósainak. Ezért Auvergne-i Vilmossal újrafordíttatta a két arisztotelészi művet, amelyből egyes részek kihagyásával ismét tananyag válhatott.

## Halála
Gergely végül 1241. augusztus 22-én halt meg 74 évesen.  Testét a Lateránban helyezték örök nyugalomra.

## Művei
- Documenta Catholica Omnia (latin nyelven). (Hozzáférés: 2011. december 6.)